# Pic Ramougn
Pic Ramougn – szczyt w Pirenejach. Leży w południowej Francji, w departamencie Pireneje Wysokie, przy granicy z Hiszpanią. Należy do podgrupy Pireneje Środkowo-Zachodnie w Pirenejach Centralnych.